# Kiss Dorottya Éva
Kiss Dorottya Éva (Budapest, 1980. július 14. – ) táncművész, rendező/koreográfus, egyetemi docens, vállalkozó. Szakmai továbbképzései során több minősítést is megszerzett, többek között NLP Master Practitioner képesítést, haladó NLP-kommunikációs és pozitív pszichológiai képzéseket, valamint szociális és érzelmi intelligencia coach minősítést. Emellett okleveles AQUAKONTAKT mozgásmeditációs terapeuta, valamint a Hellinger-féle családállítás módszeréből is rendelkezik tanúsítvánnyal. Szülei dr. Urbán Éva jogász, később ügyvéd és dr. Kiss István villamos- és gazdasági mérnök.

## Életútja[3][4]
Iskoláit Budapesten, a Törökvész úti (a mai Rózsadombi) általános iskolában kezdte, ahol a Zsolnai József törökbálinti iskolakísérlete nyomán indult első fővárosi osztályba járt. A képességfejlesztő oktatás eredményeként a nyolcadik osztály ballagási ünnepélyére táncelőadást koreografált. Középiskolai tanulmányait a Toldy Ferenc gimnáziumban kezdte, ahonnan – az akkori erősen reáltudományok iránt elkötelezett orientációval ütköző művészet iránti érdeklődése miatt – a második osztályt követően távozott, majd 1998-ban, magántanulóként, az akkori Állami Balettintézet gimnáziumában érettségizett. Iskolai tanulmányai mellett modern táncművészetet tanult Angelusz Ivánnál és Földi Bélánál, valamint az Oktogon Tánc Centrumba járt, ahol többek között Bóbis László Lindy-Hop és kétszeres szteppvilágbajnok vezetésével a fellépő csoport tagjává vált. 
Az érettségi után, – a hazai modern és kortárs tánc felsőoktatásának akkori hiánya miatt – külföldön keresett érdeklődésének megfelelő továbbtanulási lehetőséget. Első kísérletre sikerült felvételt nyernie az akkori Amszterdami Művészeti Főiskolára. Négyéves képzés után 2002-ben diplomázott. Kezdetben külföldi társulatoknál vállalt munkát, majd megalapította saját táncszínházát.

### A táncművészet és tudomány évei
2005-ben Hollandiában megalapította saját társulatát, a de KISS moves FUSION Dance Theatre Company-t, röviden DKM. A DKM új utakat nyitott a különböző tánc- és zenei műfajok ötvözésében. Konceptuális témáit gyakran tudományos kutatásokra alapozta. Klasszikus mesterművek – mint Carl Orff Carmina Burana-ja, Csajkovszkij Diótörője, Vivaldi Négy évszaka, vagy Bach csellószvitjei – újragondolása, dubstep és house stílusokkal való fúziója, elektromos és klasszikus zenei ötvözések kiváló zeneszerzők segítségével, valamint pszichológiai, filozófiai és társadalmi témák feldolgozása – mind az emberi lét és annak mélyebb értelmezésére épültek – képezték társulata korszakalkotó repertoárját.
A fúzió koncepciójáról úgy nyilatkozott interjúiban, hogy túl akart lépni azon a szigorúan strukturált, ítélkező és statikus gondolkodásmódon, amelyet a társadalom és a művészeti világ kényszerít ránk az „élet (művészetének)” értelmezésében. Az élet, a tánc, az emberi lét multidimenzionális, így nem értelmezhető csupán egyetlen szűrőn keresztül. Ezért vált a multidiszciplináris és multidimenzionális nyitott megközelítés, a tudományok, spiritualitás, művészet és kreativitás, valamint az NLP – különféle tánc- és zenei műfajok, és azok alkotói (táncosok és stábtagok különböző kulturális, gazdasági, társadalmi és spirituális háttérrel) – a központi fókuszponttá. A fúzió egy eklektikus egészként, esetleg egy befogadóbb társadalom felé való pozitív elmozdulásként jelent meg, a széttöredezett és hierarchikus rendszeren belül.
Turnéi közben egy további BA és két MA diplomát szerzett a Rotterdami Erasmus Egyetemen (EUR). 2009-től különösen a szociológiai, pszichológiai és kultúr-, illetve viselkedésközgazdaságtani tanulmányai hatottak ki művészeti munkásságára.Tanulmányai idején részt vett kutatásokban is .
11 év alatt 11 hosszú országos turnét bonyolított le Hollandiában, 12 bemutatót, több, mint 800 előadást tartott. Külföldön, társulatával részt vett a kínai Guangzhou Táncfesztivál záróeseményén. A DKM volt az első fúziós táncszínházi társulat Hollandiában, és koncepciójának bemutatásával több, mint félmillió embert ért el, nem számítva azt a televíziós programsorozatot, amelyen keresztül további mintegy 2 milliót.
Az RTL holland programjában társulata kiemelt és jutalmazott volt a Holland's Got Talent és az Everybody Dance Now programban.
Ezekben az években Fusion Laboratory (FLAB) címmel táncműhely programokat is tartott, az együttes mozgás és improvizációs kultúrájanak a megismertetése, illetve a fiatal művészek továbbképzése és segítése érdekében. Két alkalommal Budapesten is
A művészet és tudomány ötvözésében rejlő társadalom és egyénformáló lehetőségek gyanánt, Hollandiában számos közéleti szereplése volt, előadott például vállalkozói napokon, vagy a 2014. évi nőnapon Hágában is.
A hollandiai évek alatt társalapítója és vezetője volt a BARDooo Art Works DESIGN & BRANDING vállalkozásnak.
2016-ban – többek között, a Hollandiában beszűkülő kulturális támogatások miatt – társulatát feloszlatta, vállalkozásait megszüntette és egyetemi docens munkáját megőrizve, kétlaki életet kezdett.

### Az egyetemi előadások évei
2015-ben, a rotterdami Erasmus Egyetem, menedzselési tapasztalatainak az elméletekkel való összekapcsolására és ezen ismeretek átadására kérte fel. Ezt követően hetente ingázó egyetemi docensként az Erasmus Egyetem Történelem-, Kultúra- és Kommunikációtudományi tanszékén belül két karon 2025-ig tanította a többek között általa kidolgozott tantárgyakat:

o   IBCoM – International Bachelor of Communication & Media
- - o  Kommunikációmenedzsment
  - o  Kreativitás és innováció a kortárs üzleti környezetben / Kreatív problémamegoldás elméletei és módszerei / Kreatív gondolkodás
  - o  A Nyilvános beszéd művészete és a mögötte rejlő tudomány
  - o  Transzmédia történetmesélés és marketing / márkaépítés

o   IBACS – International Bachelor Arts & Culture Studies
BA, Pre-Master és MA képzések a Kulturális gazdaságtan és vállalkozás (CEE), valamint a Művészet, kultúra és társadalom (ACS) területein
- - o  Akadémiai készségek
  - o  A kultúra értékei
  - o  A művészet és kultúra szociológiája
  - o  Bevezetés a közgazdaságtanba
  - o  A művészetek és a kultúra közgazdaságtana
  - o  A művészet és kultúra szervezeti és szerveződése
  - o  MA szintű tanulmányok kulturális menedzsment témában

Közben, a 2018-2019-es tanévben a Creativity & Innovation képzés kidolgozója és első oktatója volt a Hágai Egyetem (Hague University of Applied Sciences) Nemzetközi Üzleti Adminisztráció tanszékén. 
Itthon, a 2020-as években a Károli Gáspár Református Egyetem BTK Pszichológiai Intézetében elvégezte a postgraduális Mentálhigiénés segítő szakot.
2024-ben itthon, vállalkozást alapított ami a ugyancsak a művészet, tudomány illetve az individuális és kollektív fejlődés határterületeinek az ötvözése jellemzi .

## Koreográfiái (táncművei)
- Strauss is COOL, Vivaldi ROCKS & we MOVE!
- cARMINA bURANA
- cARMINA bURANA XL és XXL
- FREE-dom
- FREED-dom XL
- Just Shut up & DANCE!
- NOW or (N)EVER
- NOW or (N)EVER XL
- NutCrasher
- APP me :)!
- Beating Bach
- WHY are YOU?